# 楚茨根

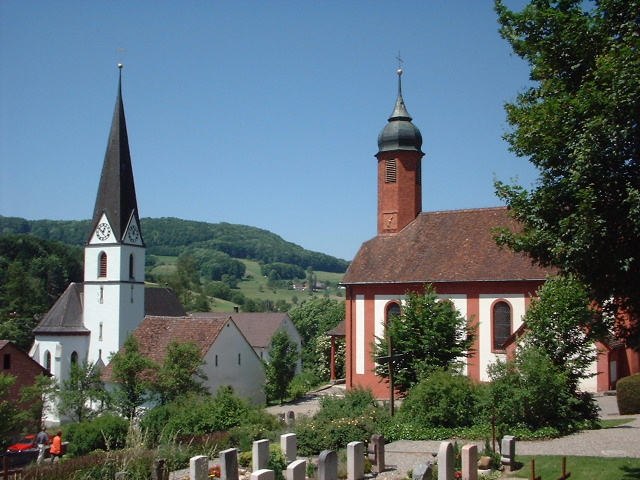

楚茨根是瑞士的城鎮，位於該國北部，由阿爾高州負責管轄，面積8.39平方公里，海拔高度382米，2012年人口852，五成半人口信奉羅馬天主教，人口密度每平方公里102人。

## 外部連結
- Official Website of the Zuzgen municipality （页面存档备份，存于）